# 吉娜特·內弗
吉娜特·內弗（法語：Ginette Neveu，1919年8月11日—1949年10月28日）是一位法國的小提琴家。

## 生平
1919年8月11日，吉娜特·內弗出生於巴黎的一個音樂家庭，她的音樂啟蒙則來自母親。7歲時，內弗已能公開演出布魯赫第1號協奏曲、孟德爾頌協奏曲。之後，她進入巴黎高等音樂院，師從儒勒·布胥里，此外她也向埃内斯库、布朗热、弗莱什等人，弗莱什更表示願意不計代價收她入門。1935年，內弗贏得了維尼奧夫斯基國際小提琴比賽，自此聲名遠播。
大賽首獎加身後，內弗展開了繁忙的巡迴演出活動，其足跡遍佈德國、波蘭、蘇聯、美國與加拿大等地。二戰限制了她的演出活動，使其遲至1946年方於倫敦登台。
1949年10月20日，內弗在巴黎演出，四天後她乘法航009號班機前往紐約，遭遇空難而不幸死亡。她的遺體被運回巴黎，葬於拉雪兹神父公墓。

## 獲獎與榮譽
- 維尼奧夫斯基國際小提琴比賽，首獎，1935年
- 法國大十字勳章，追贈

## 評價
- 如果閉上眼聆聽，你會訝異於這樣滿溢活力的演奏竟是來自一名小女孩！—新維也納日報（德语：Neues Wiener Tagblatt）

## 作品節選

### 首演
- 弗朗西斯·普朗克，小提琴奏鳴曲

### 商業錄音
內弗留下的錄音數量有限，包括西貝流士、勃拉姆斯的協奏曲，拉威爾《茨岡》（Tzigane），蕭頌《詩曲》（Poème），德布西奏鳴曲，以及一些演奏會小品等作品。當中，又以西貝流士協奏曲錄音（與愛樂管弦樂團、瓦爾特·薩斯坎德合作）最受矚目。

## 個人生活
內弗的哥哥讓·保羅（Jean-Paul Neveu）是一位鋼琴家，後來成為她的鋼琴合作，這對組合曾參加布拉格之春国际音乐节，亦同時不幸因空難而死。
作曲家夏爾-瑪麗·魏多是她的叔公。

## 軼事
- 內弗的用琴是十八世紀義大利製琴師奧莫博諾·斯特拉底瓦里（英语：Omobono Stradivari）所製，於1949年空難中毀損，無法修復。
- 巴黎第十八區設有「吉娜特·內弗街（法语：Rue Ginette-Neveu）」，紀念她的音樂與成就。

## 外部連結
- 吉娜特·內弗的Discogs页面（英文）
- 傳奇小提琴家：內弗 （页面存档备份，存于）